# فرایبرگ

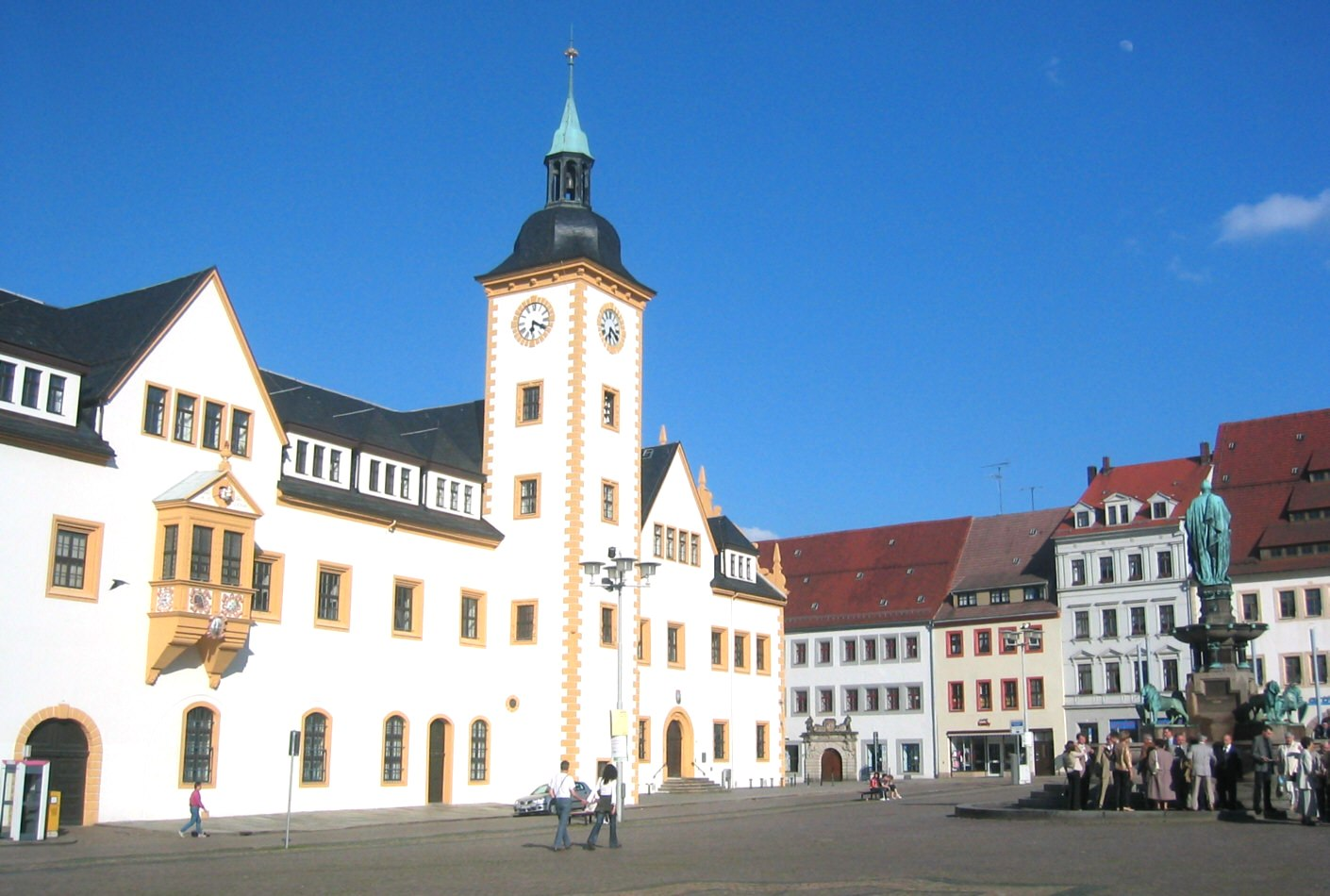
ساختمان شهرداری فرایبرگ.

فرایبرگ (به آلمانی: Freiberg) شهری دانشگاهی است که در کشور آلمان و در ایالت زاکسن واقع گردیده‌است.
این شهر در بخش شمالی کوه‌های ارتس و در میان شهرهای درسدن و کمنیتس قرار دارد. با کشف ذخایر نقره در بخش شمالی کوه‌های ارتس در قرن دوازدهم میلادی، شهر فرایبرگ در سال ۱۱۸۶ میلادی به عنوان مرکز معدن کاری منطقه تأسیس گردید. نام شهر نیز برگرفته از همین فعالیت‌های معدنکاری است و به معنی «کوه آزاد» است.
دانشگاه فنی معدن فرایبرگ (به آلمانی: Technische Universität Bergakademie Freiberg) که در سال ۱۷۶۵ به دستور شاهزاده فرانس خاور (به آلمانی: Franz Xaver) تأسیس گردید، به عنوان قدیمی‌ترین دانشگاه معدنکاری و فلزکاری اروپا شناخته می‌شود. دو فلز ایندیم و ژرمانیم برای اولین بار در آزمایشگاه‌های این دانشگاه کشف گردیدند. دانشگاه فرایبرگ امروزه نیز از دانشگاه‌های معتبر آلمان به ویژه در زمینه علوم زمین می‌باشد.